# Николсон, Лоррейн
Лоррейн Бруссард Николсон (англ. Lorraine Broussard Nicholson; 16 апреля 1990, Лос-Анджелес, Калифорния) — американская актриса.

## Биография
Лоррейн Николсон родилась 16 апреля 1990 года в семье Джека Николсона и Ребекки Бруссар.
Училась в школе Брентвуд в Лос-Анджелесе, Калифорния.
В 2007 году получила «Золотой глобус» — символическую награду в категории «Мисс „Золотой глобус“».
В 2012 году окончила Брауновский университет.

## Личная жизнь
У неё трое единокровных (по отцу) братьев и сестёр и родной младший брат.

## Фильмография
| Год  |     | Русское название                          | Оригинальное название                    | Роль                  |
| ---- | --- | ----------------------------------------- | ---------------------------------------- | --------------------- |
| 2003 | ф   | Любовь по правилам и без                  | Something's Gotta Give                   | девушка на базаре     |
| 2004 | ф   | Дневники принцессы 2: Как стать королевой | The Princess Diaries 2: Royal Engagement | принцесса Лоррейн     |
| 2006 | ф   | Клик: С пультом по жизни                  | Click                                    | Саманта Ньюман в 2017 |
| 2007 | мф  | Мухнём на Луну                            | Fly Me to the Moon                       | Кейти                 |
| 2009 | ф   | Самый лучший папа                         | World's Greatest Dad                     | Хэтэр                 |
| 2011 | ф   | Сёрфер души                               | Soul Surfer                              | Алана Бланшар         |
| 2012 | ф   | Коттедж                                   | The Cottage                              | Ванесса               |
| 2014 | кор | The Pimp and the Rose                     | The Pimp and the Rose                    | озвучка Розы          |
| 2015 | кор | Endings, Inc.                             | Endings, Inc.                            | Никки Уитон           |
| 2016 | ф   | Хакер                                     | Hacker                                   | Кира                  |
| 2016 | ф   | Комната №105                              | Room 105                                 | Сэм                   |
|      | ф   |                                           | The Falconer's Apprentice                | Ханна Бьёрн           |